# Rosa caudata
Rosa caudata — вид рослин з родини розових (Rosaceae); поширений у Китаї.

## Опис
Кущ заввишки до 4 м. Гілочки розлогі, круглі в перерізі, голі; колючки розсіяні, трикутні, прямі, кремезні. Листки включно з ніжкою 10–20 см; прилистки широкі, переважно прилягають до ніжки, вільні частини яйцеподібні, залозисто-запушені чи ні, край цілий, верхівка загострена; ребро й ніжка рідко залозисто-запушені, коротко колючі; листочків 7–9, яйцюваті, довгасто-яйцюваті або еліптично-яйцюваті, 3–10 × 1–6 см, голі або рідко запушені знизу вздовж жилок, основа округла або широко клиноподібна, край просто пилчастий, вершина гостра або коротко загострена. Квітки численні, в щитках, 3.5–6 см у діаметрі; квітконіжка 1.5–4 см; приквітки яйцюваті; чашолистків 5, трикутно-яйцюваті, до 3 см; пелюстків 5, червоні, широко обернено-яйцюваті. Плоди оранжево-червоні, довгасті, 2–2.5 см, зі стійкими часто випростаними чашолистиками.
Період цвітіння: червень — липень. Період плодоношення: липень — листопад.

## Поширення
Поширений у північно-центральному й південно-центральному Китаї (Хубей, Шеньсі, Сичуань).
Населяє долинні ліси, чагарники, схили; на висотах 1200–2500 м.